# Castell de Ventspils
El Castell de Ventspils (en letó: Ventspils viduslaiku pils; en alemany: Schloß Windau) es troba a Ventspils, Letònia. És un dels més antics i millor conservats de l'Orde Livonià, ja que ha conservat la seva estructura original des del segle xiii. A través dels seus 700 anys d'història, s'ha usat com fortalesa, residència, guarnició, escola, base militar i presó. El 1995, el castell va ser restaurat amb la seva aparença del segle xix, i va ser convertit en un museu.

## Història
El Castell Ventspils va ser construït en la segona meitat del segle xiii, i va pertànyer a l'Orde Livonià fins a la meitat del segle xvi,va ser la residència del mestre de la ciutat com a part del Ducat de Curlàndia, però durant la guerra polono-sueca que va ser destruït.
Després de la reconstrucció en 1650, la capella es va convertir en una església luterana (1706-1835) i més tard una ortodoxa russa (1845-1901), però la resta del castell es va mantenir pràcticament sense usar. El 1832 el tercer pis de l'edifici es va convertir en una presó, que es va tancar el 1959. Després de la Segona Guerra Mundial, el castell va ser utilitzat per a diversos fins administratius, i ocupada per la patrulla fronterera de l'exèrcit soviètic fins a la dècada de 1980.
L'any 1997, el castell va ser restaurat, i el 2001 sé va inaugurar l'exposició permanent del museu Ventspils en la sera torre. Avui dia el castell presenta concerts i exposicions d'art.

## Arquitectura
El castell va ser construït com una fortalesa, amb una torre, murs defensius, i un gran pati interior amb guarnicions i magatzems. En un primer moment, la torre tenia dues plantes amb un magatzem d'armes a l'àtic, amb el temps es van afegir els pisos tercer, quart i cinquè. El castell va ser destruït a la guerra polono-sueca, i solament la torre exempta va sobreviure. El castell va ser reconstruït a la dècada de 1650 com apareix avui, un edifici de tipus convent, amb quatre apartaments contigus que envolten un pati interior rectangular. El 1798, el sostre de la torre es va canviar per un estil barroc, i més tard es va afegir un lloc de vigilància. L'interior va canviar una mica en el segle xix, quan molts espais interiors van ser partits en sales més petites per a la funció de presó, i l'exterior va ser pintat.
El 1997 va començar la restauració. Avui dia, la primera planta i la torre romanen com estaven, mentre que ell tercer pis, en gran part, s'ha alterat. Els visitants poden pujar a la cinquena planta de la torre per apreciar la vista panoràmica de la ciutat.